# Natal'ja Semënovna Borščova
Natal'ja Semënovna Borščova, (russo:Наталья Семёновна Борщова) (9 agosto 1759 – San Pietroburgo, 31 ottobre 1843), è stata una nobildonna russa, e damigella d'onore dell'imperatrice Maria Feodorovna.

## Biografia
Era la figlia di Semyon Ivanovich Borshchov. Nel 1764 entrò nell'Istituto Smol'nyj, dove studiò canto.
Nel 1776 , come uno dei migliori studenti, Natalia si laureò presso l'istituto ricevendo la Gran Medaglia d'Oro, il monogramma dell'imperatrice e una pensione di 250 rubli l'anno. Venne nominata damigella d'onore della granduchessa Natalia Alexeyevna, ed entrò a corte il 14 giugno 1776.

## Matrimonio
Sposò, in prime nozze, Claudio Semenovich Musin-Pushkin. Ebbero sette figli:
- Klavdievich Peter (1775-1834);
- Sergei Klavdievich (1780-1853);
- Klavdievich Ivan (1781-1822);
- Paul Klavdievich;
- Alexander Klavdievich;
- Nicholas Klavdievich;
- Catherine Klavdievna;
- Alexander Klavdievna.

Sposò, in seconde nozze, il generale barone Wilhelm Ludwig von der Hoven.

## Morte
Morì il 31 ottobre 1843 e fu sepolta al cimitero di Smolensk a San Pietroburgo.